# Cindy Wilson
Cynthia "Cindy" Leigh Wilson (Athens, Georgia, 28 de febrero de 1957) es una cantante y actriz estadounidense, popular por ser una de las vocalistas y compositoras de la banda de rock The B-52's.

## Carrera
La banda The B-52's se formó cuando Wilson, su hermano mayor y guitarrista Ricky, la tecladista y cantante Kate Pierson, el baterista y percusionista Keith Strickland y el vocalista Fred Schneider tocaron una improvisada sesión musical después de compartir una bebida tropical en un restaurante. Más tarde tocaron su primer concierto en 1977 en una fiesta del Día de San Valentín para sus amigos.
Wilson y los demás irrumpieron en el mundo de la música cuando su álbum debut de 1979 The B-52's produjo los exitosos sencillos "Rock Lobster" y "Planet Claire", lanzando a la banda al estrellato internacional.
El 21 de abril de 1985, Wilson se casó con Keith Bennett, un anunciante exitoso que fue amigo de la banda por mucho tiempo y técnico de guitarra de Ricky en la gira. Su hermano Ricky murió más tarde ese año. Wilson tomó un año sabático de la banda en 1990 para concentrarse en formar una familia, tiempo durante el cual la banda grabó y lanzó el álbum Good Stuff como un trío formado por Pierson, Schneider y Strickland. Durante la gira en vivo para promocionar el álbum en 1992 y 1993, Julee Cruise cantó como reemplazo de Wilson. Cindy se reincorporó a la banda en 1994.

## Discografía

### The B-52's
- The B-52's (1979)
- Wild Planet (1980)
- Whammy! (1983)
- Bouncing off the Satellites (1986)
- Cosmic Thing (1989)
- Funplex (2008)